# Maywood, Illinois
Maywood este un oraș american din comitatul Cook, statul Illinois. La referendumul din 2000, localitatea avea o populație de 26.987 de rezidenți.

## Geografie
Maywood face parte din Zona Metropolitană Chicago, având coordonatele 41°52′52″N, 87°50′36″V. Orașul se întinde pe o suprafață de 33 de km².